# Bascanichthys scuticaris
Bascanichthys scuticaris är en fiskart som först beskrevs av Goode och Bean, 1880.  Bascanichthys scuticaris ingår i släktet Bascanichthys och familjen Ophichthidae. Inga underarter finns listade.